# Dicopomorpha stramineus
Dicopomorpha stramineus är en stekelart som först beskrevs av Dmitriy Alekseevich Ogloblin 1955.  Dicopomorpha stramineus ingår i släktet Dicopomorpha och familjen dvärgsteklar. Inga underarter finns listade i Catalogue of Life.